# Sony Xperia X
Sony Xperia X — Android-смартфон компании Sony. Он принадлежит линейке смартфонов Sony Xperia X, и был представлен на MWC 2016 вместе с Xperia XA и Xperia X Performance 22 февраля 2016 года. Серия Sony Xperia X пришла на смену линейке Sony Xperia Z, что было подтверждено старшим менеджером по маркетингу продукции Sony Mobile Дзюн Макино в феврале 2016 года.

## Технические характеристики
Оборудование
Устройство оснащено 5,0-дюймовым (13 см) экраном с разрешение Full HD, а также 64-разрядным 1,8-ГГц шестиядерным процессором Qualcomm Snapdragon 650 с 3 ГБ оперативной памяти. Устройство имеет внутреннюю память объемом 32 ГБ и 64 ГБ (вариант Dual sim) с возможностью расширения, благодаря наличию порта под карты microSD до 200 ГБ. Включает в себя несъемный аккумулятор емкостью 2620 мАч.
Задняя камера Xperia X имеет 23 мегапикселя с размером сенсора Exmor 1 / 2,3 дюйма и диафрагмой f / 2.0, оснащена сенсором изображения Sony Exmor RS с быстрым запуском, а также имеет интеллектуальный гибридный автофокус, который  обеспечивает фокусировку на объект за 0,03 секунд.
В телефоне реализована технология адаптивной зарядки аккумулятора QNOVO, целью которой является продление срока службы аккумулятора.
Программное обеспечение
Xperia X был представлен с Android 6.0.1 Marshmallow на борту, с пользовательским интерфейсом и программным обеспечением Sony. 23 августа 2016 года Sony объявила, что Xperia X получит обновление до Android 7.1 Nougat. 19 декабря 2016 года официально выпущено обновление Android 7.0 Nougat для Xperia X. В июне 2017 года Sony выпустила Android 7.1.1 Nougat для Xperia X. Было объявлено, что ОС Sailfish перейдет к фазе бета-тестирования сообщества в июле 2017 года, выпущена и доступна в некоторых странах с 11 октября 2017 года. 6 февраля 2018 Xperia X получил официальное обновление Android 8.0 Oreo.